# Фортечна дивізія «Готенгафен»
Фортечна дивізія «Готенгафен» (нім. Festungs-Division Gotenhafen) — дивізія Вермахту, що існувала наприкінці Другої світової війни.

## Історія
Фортечна дивізія «Готенгафен» сформована у січні 1945 року. Утримувала оборону поблизу Готенгафен та Данціга. Розгромлена радянськими військами у квітні 1945 року.

## Райони бойових дій
- Польща (січень — квітень 1945).

## Підпорядкованість
| Час    | Корпус | Армія                                  | Група армій (округ) | Штаб       |
| ------ | ------ | -------------------------------------- | ------------------- | ---------- |
| 1945   |        |                                        |                     |            |
| січень | —      | Морське командування «Західна Пруссія» | ОКМ                 | Готенгафен |

## Склад
| 1945                                  |
| ------------------------------------- |
| 1-й полк морської піхоти «Готенгафен» |
| 2-й полк морської піхоти «Готенгафен» |
| Авіапольовий батальйон «Готенгафен»   |